# Leontine
A Leontine, későbbi nevén Vojvoda Putnik egy 1912-ben gyártott magyar lapátkerekes vontató gőzhajó. A második világháború alatt a Dunában aknára futott, és elsüllyedt. Később kiemelték, de nem újították fel.

## Története
A Leontine 1912-ben épült Roheim Károly és Fiai műhelyében Budapesten. 1915-től a Magyar Királyi Folyam-és Tengerhajózási Részvény Társaság (MFTR) bérelte. Az első világháború végén, 1918-ban szerb csapatok foglalták le, majd 1921-ben Vojvoda Putnikká nevezték át. Ezt követően két évtizeden át szerb (jugoszláv) szolgálatban állt. A második világháború idején lőszerszállításra használták. 1944-ben Zimony és Veliko Gradište között vontatott hat darab lőszerrel és légibombával megrakott uszályt, amikor az 1105-ös folyamkilométernél (Kulič közelében) aknára futott és elsüllyedt.
Az ezredforduló táján kiemelték az egyben maradt hajótestet. Felújítása napjainkig (2021) nem történt meg. 2005-ben, 2008-ban és 2010-ben a kladovoi telepen fényképezték le, illetve Latovljević Đorđe modellt készített róla.

## Egyéb
Érdekesség, hogy létezett egy másik Vojvoda Putnik nevű hajó is, amely 1916-ban Angliában épült. Ezt a második világháború idején egy torpedó süllyesztette el.